# Allgemeine Vertragsbedingungen
Allgemeine Vertragsbedingungen sind in der Wirtschaft die über Individualabreden hinausgehenden, für alle Verträge dieser Art geltenden Vertragsbestandteile.

## Allgemeines
Verträge, insbesondere Kaufverträge, beinhalten einerseits im Rahmen der Individualabrede – beispielsweise die Lieferung von „50 Sack Rohkaffee (Arabica-Kaffee) zum Kaufpreis von …“ – andererseits auch die Lieferungs- und Zahlungsbedingungen. Diese stellen typische allgemeine Vertragsbedingungen dar, weil sie als Standardbedingungen für jeden Vertrag vorgesehen sind. Hiervon pflegen die Lieferanten – wenn überhaupt – nur bei starker Verhandlungsmacht der Käufer abzuweichen. Vertragsbedingungen sind keine Bedingungen im Rechtssinne, sondern Bestandteile eines Vertrags. Allgemeine Vertragsbedingungen müssen „gestellt“ werden (§ 305 Abs. 1 BGB), einer der Vertragspartner (meist der Verwender) muss sie dem anderen (Verbraucher) gleichsam auferlegen. Eine Vertragsbedingung ist eine Erklärung des Verwenders, die den Vertragsinhalt regeln soll. Sie liegt vor, wenn ein allgemeiner Hinweis nach seinem objektiven Wortlaut bei den Empfängern den Eindruck hervorruft, es solle damit der Inhalt eines vertraglichen oder vorvertraglichen Rechtsverhältnisses bestimmt werden.

## Einzelne Vertragstypen
Beispielhaft werden die allgemeinen Vertragsbedingungen bei Bauleistungen sowie in Miet- und Kreditverträgen aufgeführt.

### Bauleistungen
Die Vergabe- und Vertragsordnung für Bauleistungen (VOB) besteht auch aus einem Teil B (VOB/B), „Allgemeine Vertragsbedingungen für die Ausführung von Bauleistungen“. Die VOB/B ist kein Gesetz, sondern hat nach herrschender Meinung den Charakter von Allgemeinen Geschäftsbedingungen (AGB). Als solche wird sie nur Vertragsbestandteil, wenn ihre Geltung zwischen den Vertragsparteien vereinbart wird. Das geschieht normalerweise dadurch, dass eine Vertragspartei (der Verwender im Sinne des AGB-Rechts) die Geltung der VOB/B in der Ausschreibung oder im Angebot zugrunde legt und die andere Vertragspartei auf dieser Grundlage anbietet bzw. das Angebot annimmt. Verbrauchern hat der Verwender durch Übergabe eines Abdrucks die Kenntnis von deren Inhalt zu verschaffen oder sonst die Möglichkeit zu geben, in zumutbarer Weise von ihrem Inhalt Kenntnis zu nehmen. Mit der Vereinbarung der VOB/B wird automatisch auch die VOB/C vereinbart, die nähere Regelungen zur Ausführung und Abrechnung enthält.

### Mietvertrag
Der vorgedruckte Mietvertrag wird meist handschriftlich oder durch andere Zusätze vervollständigt. Darunter fallen Ergänzungen oder Anlagen. Sie gelten als Individualabrede, die die konkrete Wohn- oder Gewerbeimmobilie betreffen. Darüber hinausgehende Vertragsbedingungen sind vom Vermieter auch dann „gestellt“ und unterliegen somit der gerichtlichen Inhaltskontrolle, wenn der Vermieter ein Vertragsformular des von ihm beauftragten Maklers bei Abschluss des Mietvertrages verwendet hat.

### Kreditvertrag
Oft individuell ausgehandelt werden im deutschen Kreditvertrag die Kreditbedingungen im engeren Sinne (etwa Kreditbetrag, Kreditart, Kreditzins, Kreditlaufzeit oder Kreditsicherheiten). Die daneben stets geltenden Allgemeine Geschäftsbedingungen der Kreditinstitute gehören zu den allgemeinen Vertragsbedingungen.
Im internationalen Kreditverkehr zählt dagegen ein großer Teil der Mustervertragsklauseln der Loan Market Association zu den nicht verhandelbaren Klauseln. Würden Kreditinstitute zu viele Abweichungen von international üblichen Vertragsbedingungen zulassen, schmälerte das die Syndizierungschancen oder den Kredithandel beträchtlich. Da ohnehin internationales Privatrecht gilt, sind selbst gläubigerbegünstigende Klauseln im Zweifel rechtswirksam.

## Rechtsfragen
Allgemeine Vertragsbedingungen gehören im Regelfall zu den Allgemeinen Geschäftsbedingungen, weil sie nicht wie die Individualabreden konkret mit dem Kunden besprochen und ausgehandelt wurden. Vielmehr gelten sie rechtlich als vorformulierte Vertragsbedingungen. Deshalb gilt für sie das AGB-Recht (§§ 305 ff. BGB), insbesondere bei Verbrauchern. Vor allem werden überraschende und mehrdeutige Klauseln nicht Vertragsbestandteil (§ 305c Abs. 1 BGB), unklare und unverständliche Klauseln unterliegen als ungemessene Benachteiligung beim Rechtsstreit der gerichtlichen Inhaltskontrolle (§ 307 BGB). Bestimmte Klauseln sind verboten (§ 308 BGB, § 309 BGB).